# Mathematikinformation
Die Mathematikinformation ist eine Zeitschrift für Mathematik, die seit 1981 zweimal im Jahr erscheint und vom Verein Begabtenförderung Mathematik e. V. herausgegeben wird.
Die Zeitschrift richtet sich an Lehrer und mathematisch interessierte Schüler.
Die erste Ausgabe Nr. 1 erschien am 12. Januar 1981 als Hauszeitschrift des Gymnasiums Starnberg.
Artikel der Mathematikinformation behandeln Themen für die verschiedenen Jahrgangsstufen, allgemeine Informationen für Lehrer und Entwicklungen in der  Bildungspolitik.
Einzelne Ausgaben können beim Verein Begabtenförderung Mathematik angefordert werden, viele Artikel sind online über die Website als PDF abrufbar und alte Hefte sind an der Universitätsbibliothek Göttingen, der Bayerischen Staatsbibliothek München und vielen anderen Bibliotheken vorhanden.
Der Verein Begabtenförderung Mathematik unterstützt Veranstaltungen zur Begabungsförderung, wie z. B. die Mathematikolympiade und die Kopfrechenweltmeisterschaft für Schüler.